# Торпедные катера типа MAS 501
Торпедные катера типа MAS 501 — тип торпедных катеров Королевского итальянского флота, построенных в 1936—1937 годах. Являлись развитием торпедных катеров типа MAS 424. Иногда их относят к 1-й серии торпедных катеров «500-го» типа.
Всего построено 25 катеров, 4 из которых (MAS 506, 508, 511 и 524) в 1940 году были проданы Швеции.
Катера имели деревянный корпус, за исключением последнего корабля серии (MAS 525), корпус которого был металлическим. По некоторым данным, ряд катеров этой серии имели дополнительно 2 бензиновых двигателя «Альфа-Ромео» мощностью по 80 л. с. для экономического хода. Вооружение катеров включало две 450-мм торпеды, 6 глубинных бомб для борьбы с подводными лодками и один 13,2-мм пулемёт.
Торпедные катера этого типа участвовали в боевых действиях на Средиземном море во время Второй мировой войны. Катера MAS 522 и 525 были захвачены немцами после капитуляции Италии, переименованы в S-511 и 508.